# Palais Carnolès
Le palais Carnolès, ou palais de Carnolès, est situé avenue de la Madone à Menton (Alpes-Maritimes).
Ancienne résidence d'été des princes Grimaldi de Monaco, où est installé le musée des Beaux-Arts de la ville, son parc botanique abrite la plus importante collection d’agrumes d’Europe.

## Historique
Un acte de 1177 mentionne que le comte Othon de Vintimille échange avec l'abbaye de Lérins en présence de Béraldus, prieur de Sainte-Marie de Carnolès, sa propriété de Cluses jusqu'à Garavan, avec des biens que les moines possèdent à Albenga. Cet échange est confirmé en 1182 par une bulle du pape Lucius III, qui précise que le prieuré appartient au chapitre des chanoines de Vintimille. Le prieuré de Carnolès a dû être fondé à la fin du XIe siècle.
La seigneurie de Menton appartient à la famille gênoise des Vento qui la vend à Charles Ier Grimaldi, seigneur de Monaco, en 1346.
Sur un terrain acheté aux moines de Lérins en 1717, le prince Antoine 1er de Monaco décide de construire un palais au caractère de trianon (pavillon annexe d'une résidence royale ou princière, associé à des jardins), qui sera entouré de vergers. La tradition veut que les plans de ce trianon, rapportés de Paris par le prince, auraient été établis par Jacques V Gabriel. Le palais s'inspire du Grand Trianon avec deux pavillons de deux niveaux reliés par un portique du côté de l'entrée et un vaste salon à l'italienne occupant les deux niveaux avec trois grandes arcades du côté du jardin. Les élévations sont couronnées d'une balustrade. Le palais a été décoré par des peintres mentonnais : Bressan, Puppo et les frères Vento. Le projet est modifié par l'architecte français Jean Antoine Latour travaillant à Monaco. Le lieu de loisir est transformé en une demeure où on peut résider. Le grand salon à l'italienne situé au centre de l'édifice est recoupé par un plancher. Une grande salle reste au rez-de-chaussée mais un escalier à double à volées divergentes permet d'accéder au salon d'honneur du premier étage à partir du jardin. La construction est terminée en 1725.
C'est là que le Prince Antoine aime rassembler son ensemble musical et qu'il fera l'éducation au clavecin de sa fille, Marie-Pelline Grimaldi, la « muse de Monaco », jusqu'à sa mort en ce lieu-même.
Le « jardin du prince » est réalisé en 1725 par Antoine Latour, architecte français travaillant à Monaco. Un plan de cette époque mentionne un jardin potager fleuri aménagé d’allées en étoile et irrigué par deux bassins aux eaux jaillissantes. À cette époque, la propriété est clôturée de hautes murailles recouvertes d’espaliers de raisin et arborées d’orangers du Portugal.
Le kiosque du palais Carnolès est une construction baroque de plan hexagonal couronné d'une calotte de tuiles. Le premier niveau est sobre. Le second a adopté un ordre de pilastres jumelés variante de l'ordre cariatide génois.
En 1793, la principauté de Monaco est annexée par la France jusqu'en 1815. Le palais est racheté en 1818 par la principauté. Il est redécoré dans le style Empire à la demande du prince Honoré V en 1820-1822. Les murs du grand salon ont été réalisés en 1822 par Raphaël Orsolino, peintre et conservateur des châteaux et palais du prince.
En 1848, Menton et Roquebrune font sécession et se déclarent « villes libres » sous la protection du royaume de Sardaigne mais font retour à la principauté de Monaco. Menton est acquis par la France par le traité de Paris du 2 février 1861. La ville est rattachée au département des Alpes-Maritimes après l'annexion du comté de Nice à la France en 1860. Le prince de Monaco vend le palais Carnolès en 1863.
Entre 1863 et 1876, le bâtiment fait office de casino de jeux.
Il est racheté en 1896 par un Américain, Edward Philips Allis junior (1851-1947), qui entreprend de lui rendre son lustre. Il demande à Hans-Georg Tersling, architecte danois installé à Menton, d'adapter l’édifice pour en faire un logement plus moderne. Il double en profondeur l'édifice du côté du parc et réalise une nouvelle façade dans le même esprit que la façade d'origine. Deux petits avant-corps sont ajoutés du côté du parc. Le palais est redécoré en 1903 dans le style néo-pompéien. Hans-Georg Tersling fait appel au peintre danois Oscar Matthiesen (1861-1957).

## Protection
Le palais a été inscrit au titre des monuments historiques le 12 septembre 1969.

## Le parc botanique

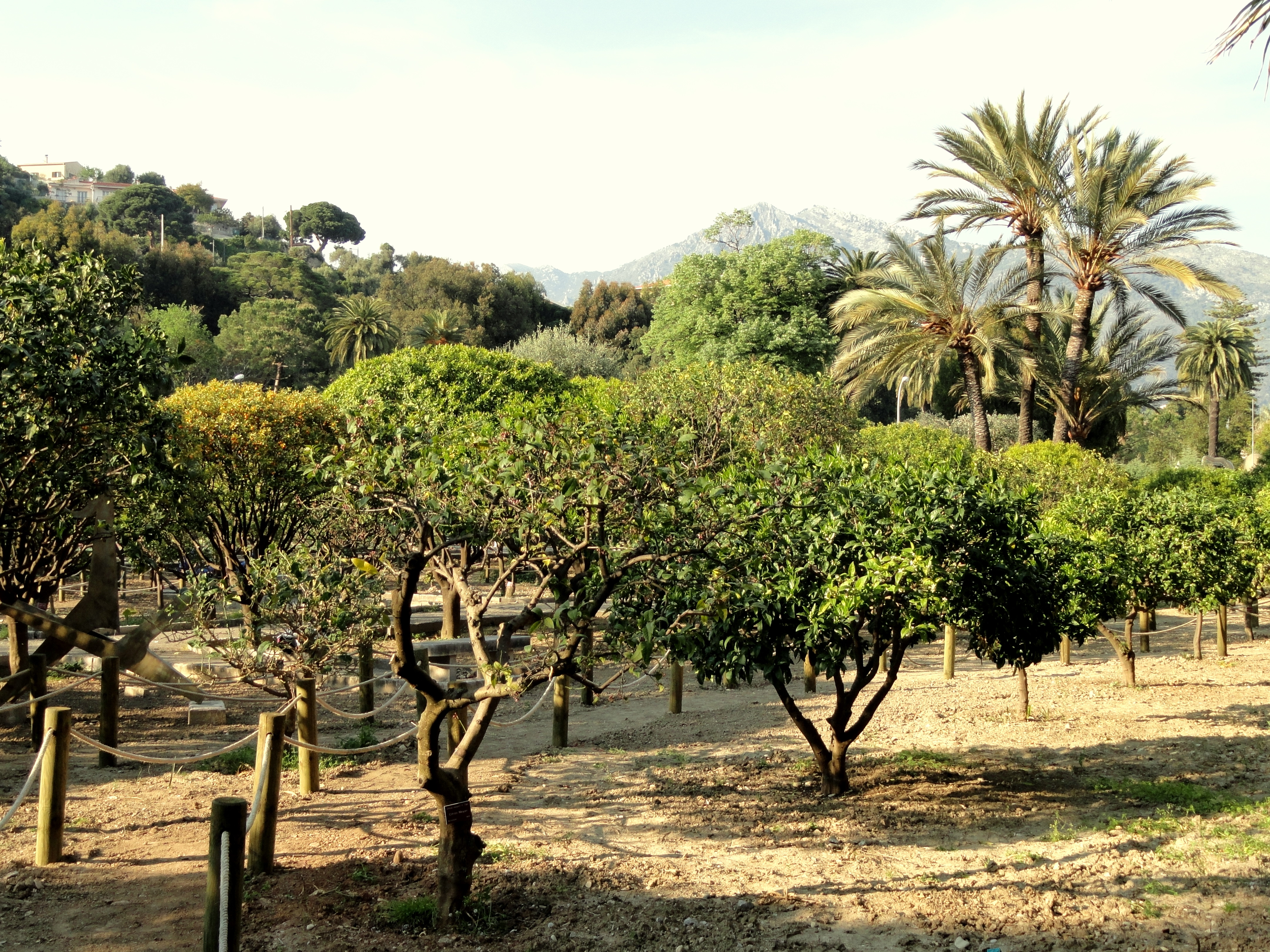
Vue du parc botanique.

Aujourd’hui, le parc d'une superficie d'un hectare environ est constitué d'un plan rectiligne et recense 137 variétés d'agrumes parmi lesquels 24 orangers doux (citrus sinensis), six bigaradiers (citrus aurantium), des mandariniers, certains kumquats, six citronniers (citrus limon) et quelques pamplemoussiers. La collection d'agrumes est agréée par le Conservatoire des collections végétales spécialisées. De hauts palmiers Phoenix canariensis bordent l’allée principale.
Le parc est inscrit aux monuments historiques depuis le 12 septembre 1969.

## Le musée des Beaux-Arts
Le palais Carnolès acquis par la Ville de Menton en 1961 est également le siège du musée des Beaux-Arts de Menton.
Des peintures de Raoul Dufy et quelques huiles sur toile de Max Jacob font partie des collections permanentes du musée, qui conserve également une collection de portraits de peintres par Kostia Terechkovitch.
Depuis 1994, des sculptures d'art contemporain sont exposées dans les jardins.

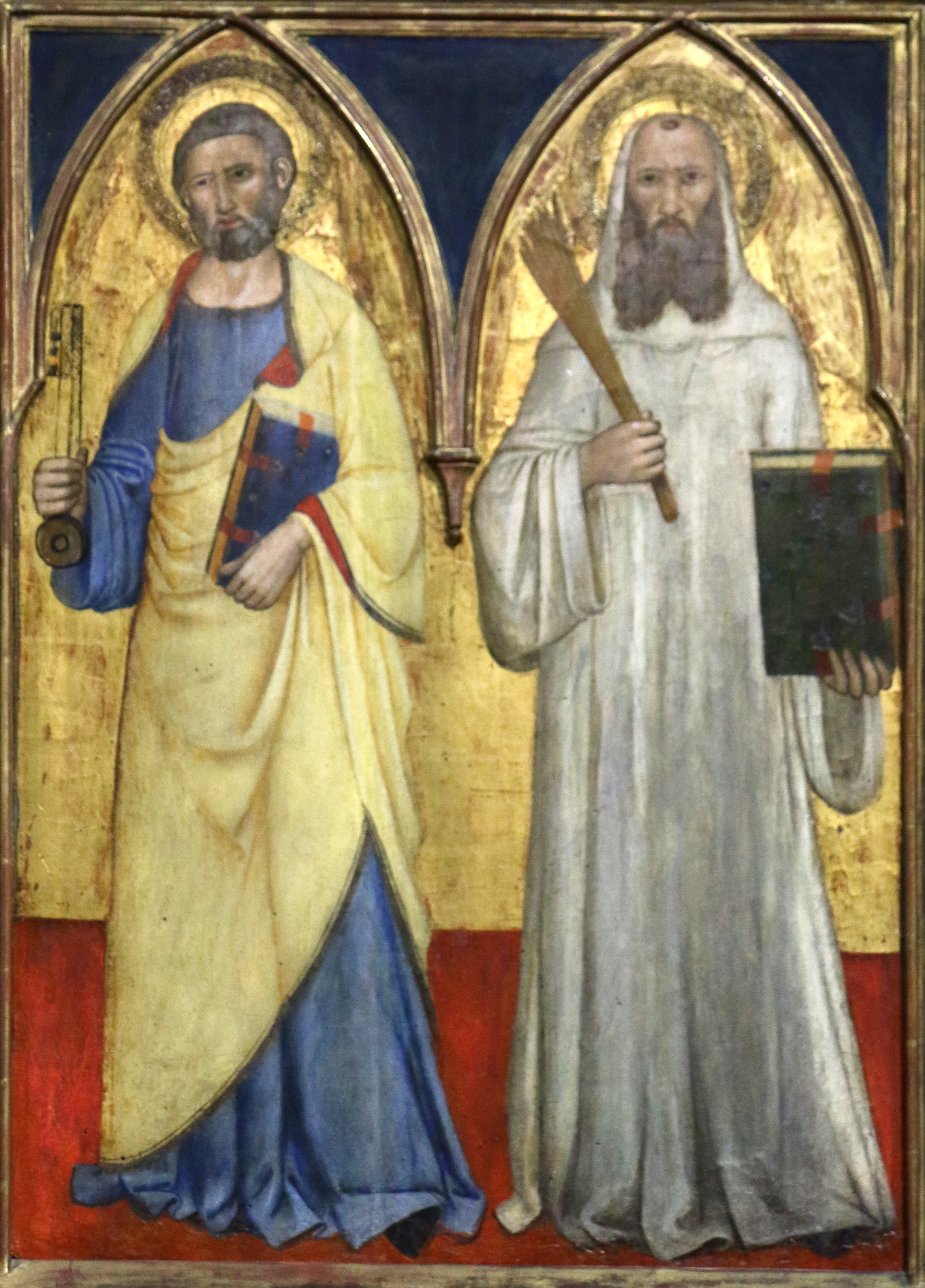
Andrea di Bonaiuto, Saint Pierre et saint Benoît (XIVe siècle).
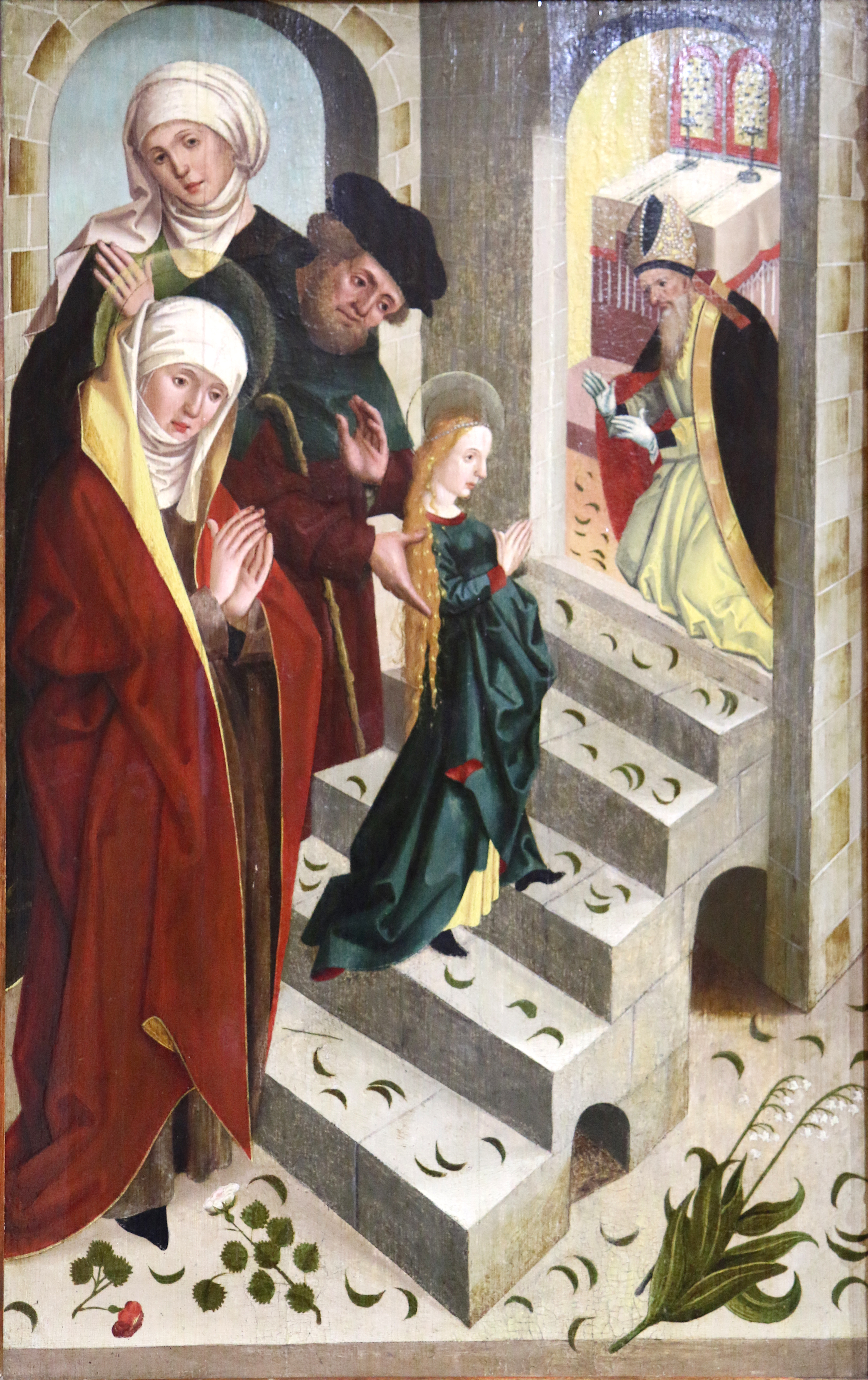
École rhénane du XVe siècle, Présentation de la Vierge au temple.
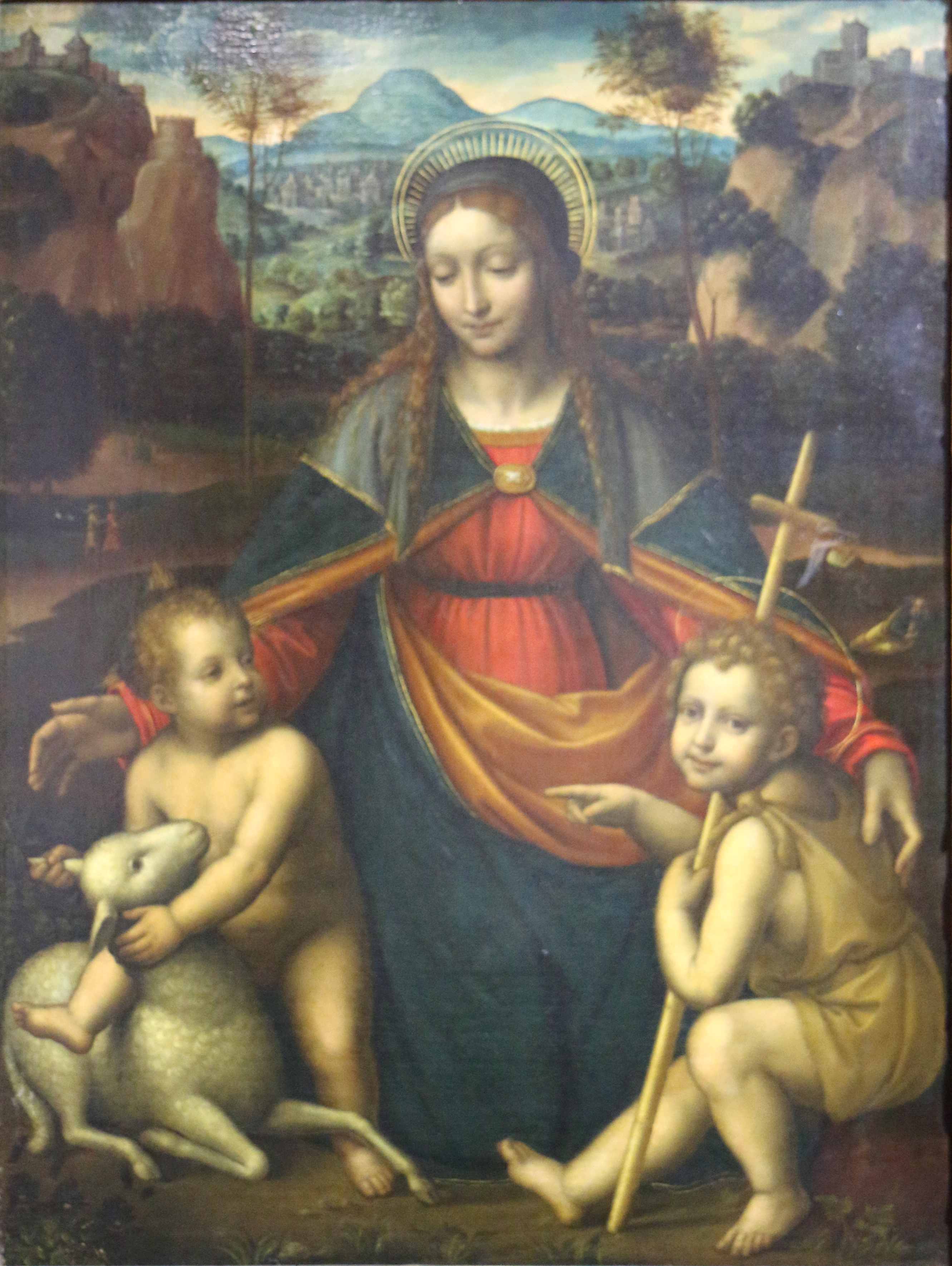
Bernardino Luini, La Vierge à l'Enfant avec saint Jean-Baptiste enfant (XVIe siècle).
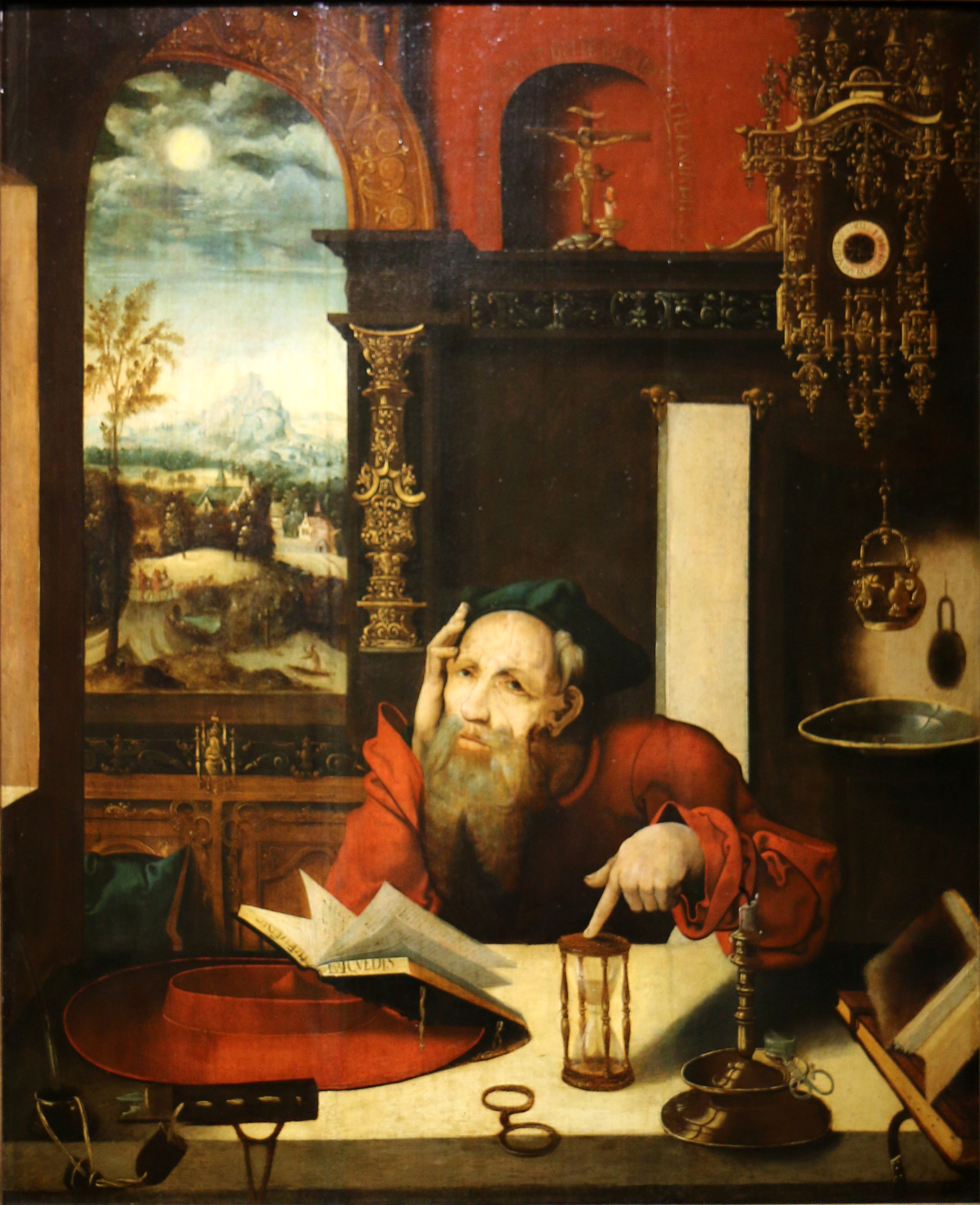
Herri met de Bles, Saint Jérôme méditant (XIVe siècle).
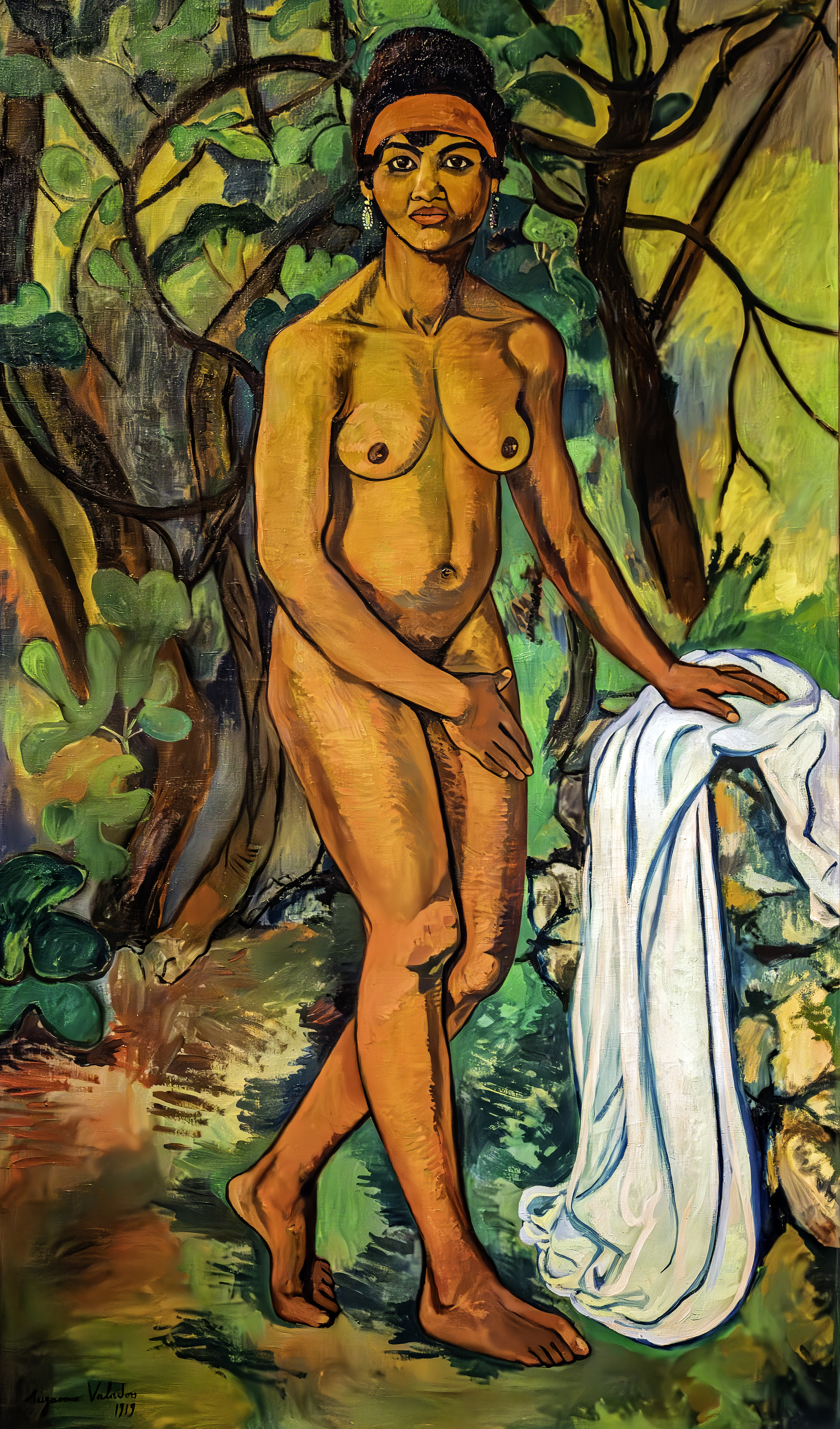
Suzanne Valadon, Vénus noire (1919).